# ديديه أوريول
ديديه أوريول (بالفرنسية: Didier Auriol)‏ مواليد 18 أغسطس 1958، هو سائق راليات فرنسي سابق بدأ مسيرته في سنة 1984. كان أول رالي له هو رالي كورسيكا 1984. شارك وفاز ببطولة العالم للراليات. فاز بـ 20 سباق رالي. صعد على المنصة 53 مرة خلال مسيرته.

## سجل الفوز
- رالي كورسيكا 1988
- رالي كتالونيا 2001

## فرق مثلها
- شركة فورد
- لانشيا
- تويوتا
- سوبارو
- ميتسوبيشي
- سيات
- بيجو
- شكودا أوتو

## روابط خارجية
- ديديه أوريول على موقع eWRC-results.com (الإنجليزية)